# Rijsttenrek
De rijsttenrek (Oryzorictes hova)  is een zoogdier uit de familie van de tenreks (Tenrecidae). De wetenschappelijke naam van de soort en van het geslacht Oryzorictes werd voor het eerst geldig gepubliceerd door Alfred Grandidier in 1870.

## Kenmerken
Dit dier heeft een donker-grijsbruine vacht. Dit ondergronds levende dier heeft voorpoten, aangepast aan graafwerk. De lichaamslengte bedraagt 10 cm, met een staart van 4 cm.

## Voorkomen
De soort komt voor in oostelijk Madagaskar.